# 吉木遼
吉木 遼（よしき りょう、1988年12月3日 - ）は、日本の俳優。千葉県白井市出身。Takanoプロモーション所属。

## 来歴
知人に借りた藤原竜也主演『ハムレット』のDVDに影響を受け、本格的に役者の道を志す。
2013年、内藤隆嗣監督・短編映画『恋は考えるな、愛は感じろ』で映像デビュー。
2014年、藤井道人監督・島田荘司原作『幻肢』で長編映画初出演にして主演を務める。

## 出演

### 映画
- 恋は考えるな、愛は感じろ（2013年） ※秩父映画祭・作品賞
- 幻肢（2014年） - 主演・神原雅人 役

### テレビドラマ
- 鵜飼いに恋した夏（2014年、NHK BSプレミアム） - 宮島宗佑 役
- おみやさん（2016年、テレビ朝日） - 小笠原純平 役
- 指令ゲーム×（2016年、千葉テレビ）- 山口 役
- 猫カレ -少年を飼う-（2023年、BSテレ東） - 岡田寛之 役[5]
- セクシー田中さん　第6話 – 社員 役　(2023年11月、日本テレビ)
- 夫を社会的に抹殺する5つの方法 2　第4話 (2024年1月、テレビ東京)– デスク役
- はれのひシンデレラ　(2024年2月、読売テレビ)　- 山下信男 役
- 花咲舞が黙ってない 第2シリーズ 第2話（2024年4月20日、日本テレビ） - 手嶋祐輔 役[6]
- ビリオン×スクール　第4話　(2024年7月、フジテレビ)　– 研究員 役[7]
- Qrosの女 スクープという名の狂気 第7話（2024年11月18日、テレビ東京） - サラリーマン 役[8]
- 浅草ラスボスおばあちゃん 第3話（2025年7月19日、東海テレビ・フジテレビ） - 賛成派住民 役[9]

### CM
- 西京銀行（2015年）
- X PARK By JOYSOUND「登場」篇　(2024年)
- ALSOK TVCM『ALSOK HotLimit IT＆設備』篇 – IT専門家 役　(2024年)
- JTB 旅行プラン(台湾、ヨーロッパ)店頭訴求動画　(2024年)
- 大江戸温泉物語 TVCM「知らなかった魅力」「みんな楽しめる温泉宿」(2025年)